# Myrolubiw
Myrolubiw (ukr. Миролюбів) – osiedle typu miejskiego na Ukrainie w rejonie łuhyńskim obwodu żytomierskiego. Do 2016 roku nosiło nazwę Żowtnewe.